# Джэксонвилл (аэропорт)
Международный аэропорт Джэксонвилл (англ. Jacksonville International Airport, ICAO: KJAX, IATA: JAX) — гражданско-военный аэропорт в 21 км (13 милях) северо-западнее от центра города Джэксонвилл, Флорида. Принадлежит и управляется Авиационным управлением Джексонвилла.

## История
Строительство нового аэропорта для обслуживания поездок на близлежащие военно-морские базы началось в 1965 году. Его открытие состоялось 1 сентября 1968 года. Международный аэропорт Джэксонвилл был построен на замену аэропорта Имесон-Филд. С появлением коммерческих реактивных авиалайнеров стало необходимым удлинить взлетно-посадочные полосы, а рельеф местности в Имесоне не позволял этого сделать.
Идеей для нового аэропорта стало разделение потоков вылетающих и прибывающих пассажиров по разные стороны терминала. В настоящее время планировка изменилась, поскольку аэропорт успел значительно расшириться. Верхний уровень предназначен для вылетающих пассажиров, а нижний для прибывающих.
Новый аэропорт постепенно расширялся. К 1982 году он обслуживал только два миллиона пассажиров в год, к 1999 году начал обслуживать более пяти миллионов пассажиров. Вследствие этого, в 2000 году был утвержден план дальнейшего расширения. Первый этап включал в себя реконструкцию наземного терминала, центральной площади и главной концессионной зоны, а также укрепление контрольно-пропускных пунктов безопасности в одном месте и увеличение парковочных мест. Работы были завершены в 2004-2005 годах. Уже в 2007 году через аэропорт прошло 6 319 016 пассажиров.
Второй этап программы расширения аэропорта осуществлялся в течение трех лет, начиная с середины 2006 года (составил примерно 170 миллионов долларов). Вестибюли А и С были полностью перестроены, а прежние снесены. Работа над вестибюлем В не была в приоритете, поскольку пропускной мощности вестибюлей А и С было вполне достаточно. Над расширением работали компании Reynolds, Smith & Hills (RS&H).
Экономический кризис 2009 года сказался на снижении пассажиропотока и сокращении количества рейсов. В июне 2009 года было принято решение начать снос вестибюля B. Так было безопаснее и проще для подрядчика. На месте снесенного вестибюля был положен асфальт и организовано место для парковки наземной техники. Вестибюль планировалось построить заново с постепенным восстановлением пассажиропотока. По прогнозу JAA, это должно было произойти к 2013 году. Задумка так и не была реализована. В итоге часть старого вестибюля стала частью салона airline club lounge, который открылся в 2019 году.

## Развитие
В 2018 году аэропорт обслужил пассажиров в количестве 6 460 253 человек, побив предыдущий рекорд, установленный в 2007 году.[8] В 2019 году было обслужено 7 186 639 пассажиров.[9] Такое увеличение трафика побудило JAA возродить план реконструкции вестибюля B.[10] Новый вестибюль может открыться уже в 2022 году, обеспечив шесть дополнительных гейтов, а позже расширен еще шестью.[6] Конструкция вестибюлей А и С также позволяет расширение с размещением дополнительных ворот. В 2019 году RS&H и Jacobs Engineering выступили как исполнители проекта, а Balfour Beatty стали руководить строительством проекта строительства вестибюля B.

## Функции
Объекты
Аэропорт занимает площадь 7 911 акров (3 201 га) и имеет две бетонные взлетно-посадочные полосы: 8/26, 10 000 х 150 футов (3 048 х 46 м) и 14/32, 7 701 х 150 футов (2 347 х 46 м). Терминал в JIA состоит из зоны выдачи багажа на первом этаже и билетной зоны на втором этаже, которые находятся в передней части здания. Недалеко от зоны выдачи багажа и билетной кассы находится пристройка, где расположены магазины, рестораны и контрольно-пропускной пункт безопасности. За этой зоной находятся вестибюли аэропорта А и С, которые включают в себя 10 гейтов (ворот) каждый (в общей сложности 20), а также другие магазины и рестораны.
В вестибюле А также располагается Delta Sky Club и мульти-авиационный пассажирский клуб, который находится за бортовым фуд-кортом.
В стороне от главного двора, перед контрольно-пропускным пунктом безопасности, находятся три галереи. В одной из них выставлена художественная экспозиция, во второй - находится вращающаяся экспозиция, которая рассказывает о достопримечательностях и учреждениях Джексонвилла, а в третьей - постоянная экспозиция, посвященная истории авиации региона.
Две взлетно-посадочные полосы аэропорта образуют "V" (кончик "V" направлен на запад). Существует план строительства еще двух взлетно-посадочных полос, каждая из которых параллельна одной существующей взлетно-посадочной полосе. Первая будет построена рядом с уже существующей южной взлетно-посадочной полосой. Дата строительства еще не назначена.
По состоянию на сентябрь 2016 года, аэропорт принимал 101 575 воздушных судов (в среднем 278 в день): 58% регулярных коммерческих, 19% воздушных такси, 15% авиации общего назначения и 8% военных. В августе 2017 года на его аэродроме базировалось 54 самолета: 3 одномоторных, 8 многомоторных, 25 реактивных и 18 военных.
Военные объекты
125-я истребительно-перехватывающая группа (125 FIG) Национальной гвардии ВВС Флориды (FANG) перебазировалась в международный аэропорт Джексонвилла одновременно с закрытием аэропорта Имесон. Средства военного строительства (MILCON) предусматривали создание базы Национальной гвардии ВВС Джексонвилла в юго-западном квадранте аэропорта и размещение на взлетно-посадочных полосах JAX аварийного оборудования ВВС США. 125-е истребительное крыло (125 FW) в начале 1990-х годов было модернизировано и переименовано из группы в крыло. Сейчас оно является основным подразделением Jacksonville ANGB, которое эксплуатирует самолеты F-15C и F-15D Eagle. 125 FW. Эти мраки самолетов предпочитает Командование воздушного боя (ACC).
Джексонвилл-ANGB - это небольшая военно-воздушная база, на которой нет военного жилья, военного госпиталя или другой инфраструктуры крупных объектов ВВС США. Воздушная национальная гвардия предоставляет полностью оборудованную аварийно-спасательную станцию ВВС США для усиления собственной пожарной службы аэропорта как для пожаров в аэропорту, так и для спасения и пожаротушения самолетов (ARFF). На базе работает около 300 штатных военнослужащих (ART и AGR) и 1000 военнослужащих по контракту, которые являются традиционными воздушными национальными гвардейцами.